# ترن، بلغارستان
ترن شهری در استان پرنیک کشور بلغارستان است که جمعیت آن در سال ۲۰۰۱ میلادی ۲٬۸۳۸ نفر بوده‌است.